# По тази страна на сребърния хребет
„По тази страна на сребърния хребет“ (на японски: 銀嶺の果て) е японски филм от 1947 година, екшън на режисьора Сенкичи Танигучи по сценарий на Акира Куросава.
В центъра на сюжета са група престъпници, преследвани от полицията, които са изолирани от лавина в планинска хижа, заедно с хижаря, внучката му и млад алпинист. Главните роли се изпълняват от Такаши Шимура, Тоширо Мифуне (дебютът му в киното), Акитаке Коно, Сецуко Вакаяма.